# Vrietselbeek

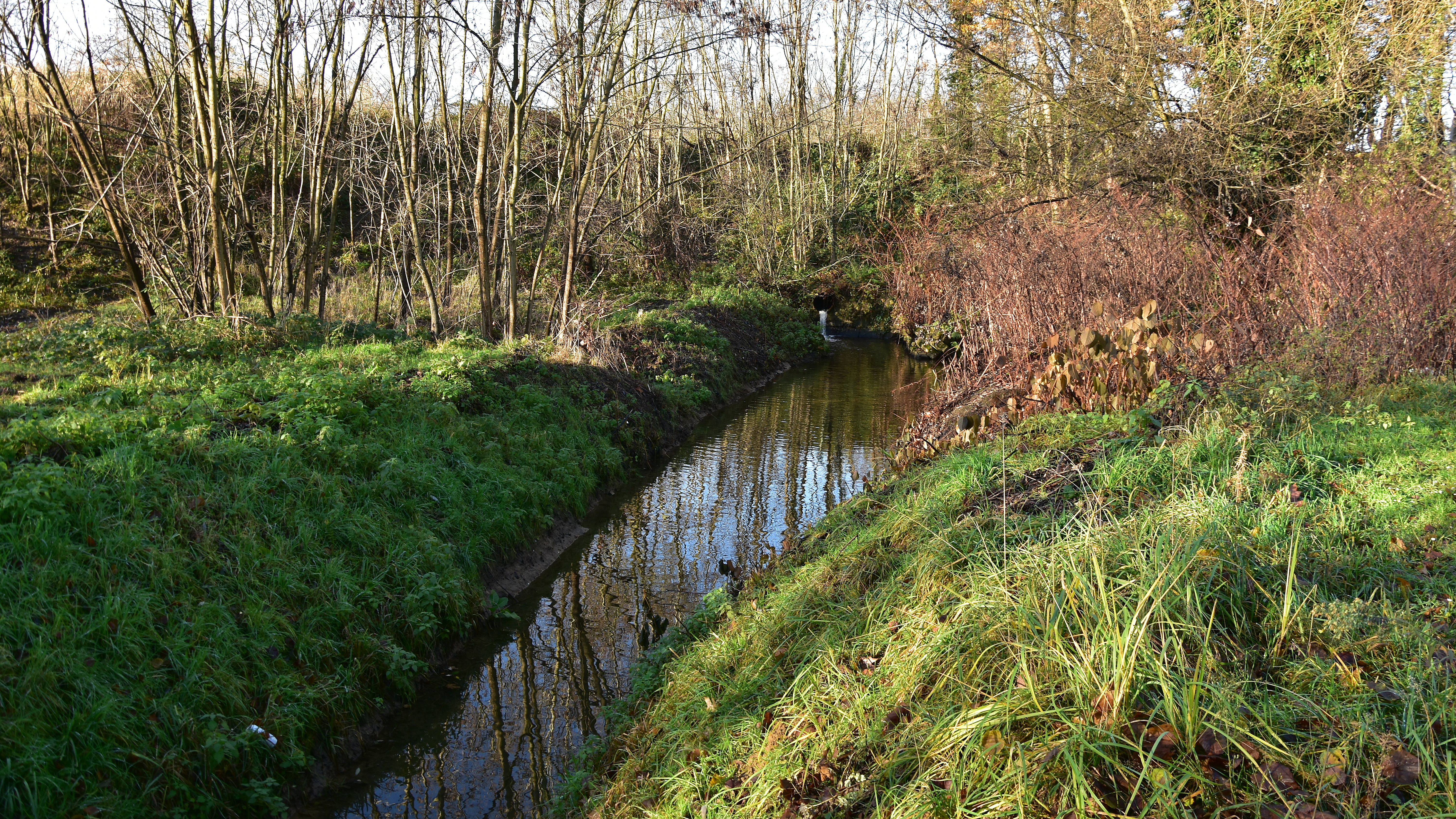
De Vrietselbeek in Lanklaar

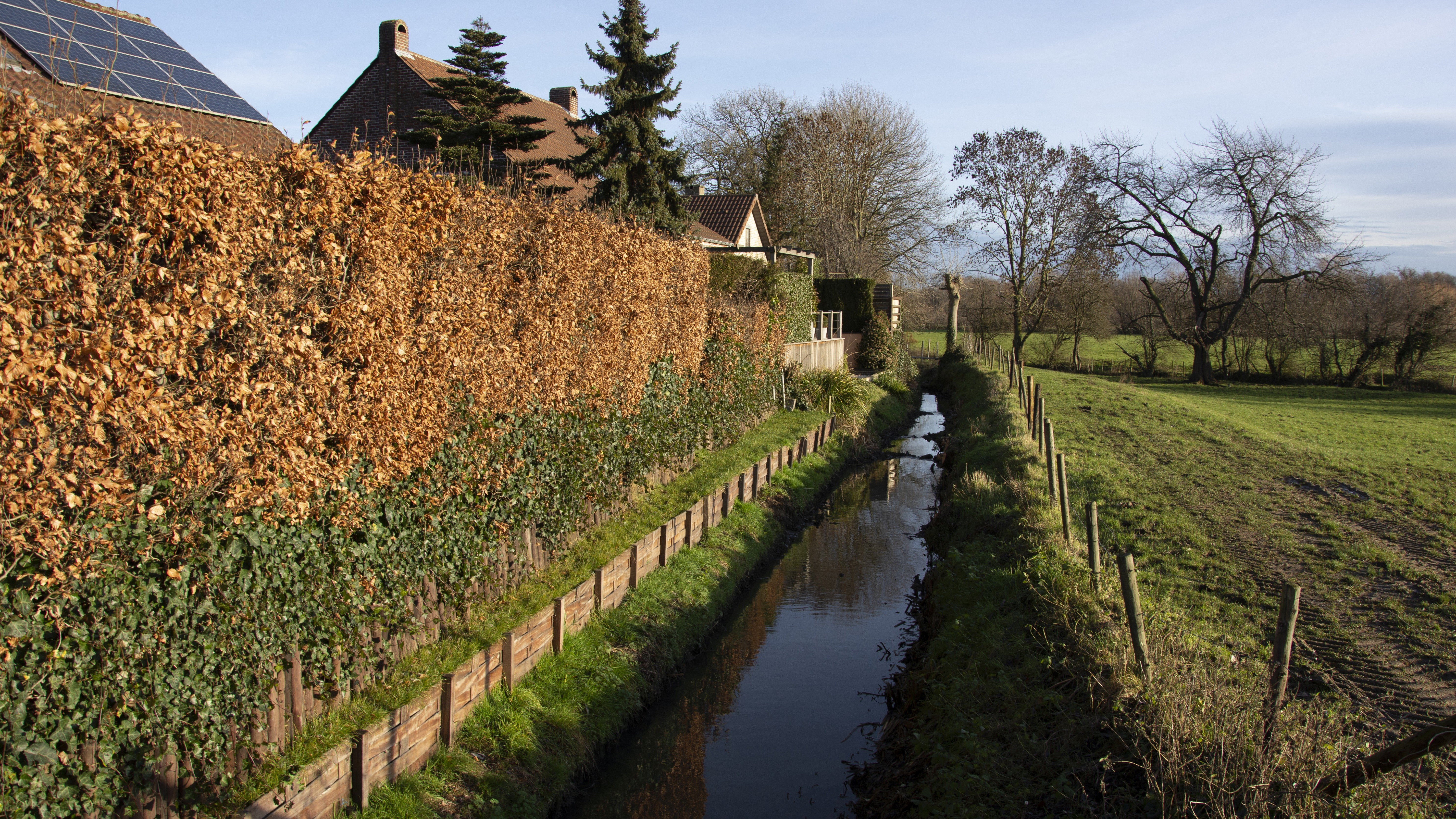
Vrietselbeek te Dilsen bij de intussen verdwenen watermolen

De Vrietselbeek is een beek in de Belgische provincie Limburg die in Eisden ontspringt en via Lanklaar naar de Maas In Dilsen stroomt.
De Vrietselbeek vindt zijn oorsprong in het Greven en voedde twee watermolens: de Vuurmolen te Lanklaar en de Vrietselmolen tussen Stokkem en Dilsen. Het bovenste deel van de beek kon niet meer op een natuurlijke manier afwateren en stroomde door de bodemverzakking in het Greven in tegenovergestelde richting naar dit laagst gelegen punt in het landschap. Door de waterwinningsactiviteit viel de beek droog en bereikte ze de Maas niet meer.  De Watergroep pompte immers het overtollige water dat niet werd gezuiverd in de Zuid-Willemsvaart. In 1946 bouwde de Steenkoolmijn van Eisden een duiker op de plaats van de vroegere Sint-Janskapel in Mulheim. Hierdoor kreeg de beek opnieuw water, zij het dan van de Zuid-Willemsvaart.
De situatie veranderde toen de provincie Limburg als beheerder van de Vrietselbeek een ondergrondse leiding en een nieuwe bedding aanlegde. Een nieuw 650 m lang traject langs de kanaaldijk, verbindt het lozingspunt aan het kanaal met de bestaande bedding van de Vrietselbeek. Het beekleven in de Vrietselbeek krijgt voortaan natuurlijk kwelwater uit eigen streek. Het zorgde ook voor een hoger debiet in de beek zodat geurhinder die ontstond in de zomer als de Zuid-Willemsvaart lager stond vermeden wordt.